# مانا دی سوسا
مانا دی سوسا (به ایتالیایی: Meana di Susa) یک کومونه در ایتالیا است که در استان تورین واقع شده‌است.

## خصوصیات
مانا دی سوسا ۱۷٫۷ کیلومترمربع مساحت و ۹۰۲ نفر جمعیت دارد و ۷۳۰ متر بالاتر از سطح دریا واقع شده‌است.